# フレデリク・プラウスニッツ
フレデリク・ウィリアム・プラウスニッツ（Frederik William Prausnitz, 1920年8月26日 - 2004年11月12日）は、ドイツ出身の指揮者。

## 経歴
1920年、ケルン生まれ。1937年にナチスの台頭を嫌ってフィラデルフィアに移住し、1941年から1945年までジュリアード音楽院に在籍して指揮法や作曲を学んだ。
1947年から1961年まで母校のジュリアード音楽院で教鞭をとり、その後はニューイングランド音楽院の学生オーケストラを指揮したり、BBC交響楽団の指揮者陣に加わったりした。1971年から1975年までシラキューズ交響楽団の首席指揮者を務め、1976年からはピーボディ交響楽団の首席指揮者に転任し、ピーボディ音楽院でも教鞭をとるようになった。ピーボディ交響楽団の職は1980年に退任したが、ピーボディ音楽院での教育活動は1998年まで継続していた。2004年、デラウェア州ルイスにて没。

## 著作
- Frederik Prausnitz (1983) (英語). Score and Podium: A Complete Guide to Conducting. W.W. Norton. ISBN 9780393951547. OCLC 8763442
- Frederik Prausnitz (2002) (英語). Roger Sessions: How a Difficult Composer Got That Way. Oxford University Press. ISBN 9780195108927. OCLC 191935243